# Manuel Onwu
Manuel Onwu Villafranca (Tudela, 11 gennaio 1988) è un ex calciatore spagnolo, di ruolo attaccante.

## Carriera
Ha giocato nella massima serie spagnola per tre stagioni consecutive con l'Osasuna.
Il 26 gennaio 2015 si trasferisce alla Dinamo Tbilisi, club della prima divisione georgiana.

## Statistiche

### Presenze e reti nei club
| Stagione           | Club               | Campionato         | Campionato | Campionato | Coppe nazionali | Coppe nazionali | Coppe nazionali | Coppe continentali | Coppe continentali | Coppe continentali | Supercoppe | Supercoppe | Supercoppe | Totale | Totale |
| Stagione           | Club               | Comp               | Pres       | Reti       | Comp            | Pres            | Reti            | Comp               | Pres               | Reti               | Comp       | Pres       | Reti       | Pres   | Reti   |
| ------------------ | ------------------ | ------------------ | ---------- | ---------- | --------------- | --------------- | --------------- | ------------------ | ------------------ | ------------------ | ---------- | ---------- | ---------- | ------ | ------ |
| 2012-2013          | Osasuna            | PD                 | 6          | 1          | CR              | 4               | 0               | -                  | -                  | -                  | -          | -          | -          | 10     | 1      |
| 2013-2014          | Osasuna            | PD                 | 12         | 0          | CR              | 2               | 1               | -                  | -                  | -                  | -          | -          | -          | 14     | 1      |
| 2014-gen. 2015     | Osasuna            | SD                 | 9          | 1          | CR              | 1               | 0               | -                  | -                  | -                  | -          | -          | -          | 10     | 1      |
| Totale Osasuna     | Totale Osasuna     | Totale Osasuna     | 27         | 2          |                 | 7               | 1               |                    | -                  | -                  |            | -          | -          | 34     | 3      |
| gen.-giu. 2015     | Dinamo Tbilisi     | UL                 | 10         | 3          | CG              | 4               | 2               | -                  | -                  | -                  | -          | -          | -          | 14     | 5      |
| 2015-2016          | Lleida Esportiu    | 2B                 | 24         | 10         | CR              | 3               | 0               | -                  | -                  | -                  | -          | -          | -          | 27     | 10     |
| 2016-2017          | Lorca              | 2B                 | 27         | 8          | CR              | 2               | 2               | -                  | -                  | -                  | -          | -          | -          | 27     | 8      |
| 2017-gen. 2018     | Lorca              | SD                 | 14         | 1          | CR              | 0               | 0               | -                  | -                  | -                  | -          | -          | -          | 14     | 1      |
| Totale Lorca       | Totale Lorca       | Totale Lorca       | 41         | 9          |                 | 2               | 2               |                    | -                  | -                  |            | -          | -          | 43     | 11     |
| gen.-giu. 2018     | UCAM Murcia        | 2B                 | 13         | 1          | CR              | -               | -               | -                  | -                  | -                  | -          | -          | -          | 13     | 1      |
| 2018-2019          | UCAM Murcia        | 2B                 | 32         | 11         | CR              | 2               | 0               | -                  | -                  | -                  | -          | -          | -          | 34     | 11     |
| Totale UCAM Murcia | Totale UCAM Murcia | Totale UCAM Murcia | 45         | 12         |                 | 2               | 0               |                    | -                  | -                  |            | -          | -          | 47     | 12     |
| 2019-gen. 2020     | Bengaluru          | ISL                | 6          | 0          | SC              | 0               | 0               | AFC Cup            | 0                  | 0                  | -          | -          | -          | 6      | 0      |
| gen.-giu. 2020     | Odisha             | ISL                | 4          | 7          | SC              | -               | -               | -                  | -                  | -                  | -          | -          | -          | 4      | 7      |
| 2020-2021          | Odisha             | ISL                | 17         | 0          | -               | -               | -               | -                  | -                  | -                  | -          | -          | -          | 17     | 0      |
| Totale Odisha      | Totale Odisha      | Totale Odisha      | 21         | 7          |                 | -               | -               |                    | -                  | -                  |            | -          | -          | 21     | 7      |
| 2021-gen. 2022     | Badalona           | SDR                | 13         | 1          | -               | -               | -               | -                  | -                  | -                  | -          | -          | -          | 13     | 1      |
| Totale             | Totale             | Totale             | 187        | 44         |                 | 18              | 5               |                    | 0                  | 0                  |            | -          | -          | 105    | 49     |

## Palmarès

### Club

#### Competizioni nazionali
- Coppa di Georgia: 1

Dinamo Tbilisi: 2014-2015